# Pararaphidoglossa pluviosa
Pararaphidoglossa pluviosa är en stekelart som först beskrevs av Edoardo Zavattari 1912.
'Pararaphidoglossa pluviosa ingår i släktet Pararaphidoglossa och familjen Eumenidae. Utöver nominatformen finns också underarten Pararaphidoglossa pluviosa walzi.